# をかし
をかしとは、日本文学（平安期の文学）上における美的理念の一つ。語源は愚かな物を表す「をこ（痴、烏許、尾籠）」が変化した物という説が有力である。

## 平安時代
平安時代の王朝文学において、「もののあはれ」と共に重要な文学的・美的理念の一つ。「もののあはれ」が「しみじみとした情緒美」を表すのに対し、「をかし」は「明朗で知性的な感覚美」と位置づけられる。
「をかし」は、景物を感覚的に捉え、主知的・客観的に表現する傾向を持ち、それゆえに鑑賞・批評の言葉として用いられる。この美的理念に基づき記されたのが『枕草子』である。そのため『源氏物語』を「もののあはれ」の文学と呼び、一方『枕草子』を「をかし」の文学と呼ぶ。しかしこの理念は『枕草子』以外の平安文学ではあまり用いられず、それゆえ「をかし」の文学理念は、『枕草子』固有になっている。

## 室町時代
室町時代以降、「をかし」は滑稽味を帯びているという意味に変化した。世阿弥の能楽論では狂言の滑稽な様を「をかし」と呼び、これが江戸時代に滑稽本などに受け継がれて、現在の滑稽味のあるという意味の「おかしい」に至ったと思われる。この他、和歌などの評価に「をかし」を用いる場合が見られる。